# Ferme expérimentale centrale
La Ferme expérimentale centrale (Central Experimental Farm - CEF) est un ensemble de structures et de bâtiments agricoles situés dans la banlieue sud d'Ottawa. C'est un centre de recherche de l'Agriculture et Agroalimentaire Canada (AAC), ministère de l'agriculture et de l'agroalimentaire du gouvernement du Canada.
Le site, d'une superficie de plus de 400 hectares, a été créé en 1886 et reconnu lieu historique national du Canada en 1997.

## Description
Le site est composé de trois zones:
- les bâtiments à vocation scientifique et administrative, ainsi qu'un musée de l'agriculture
- les champs et parcelles d'expérimentation
- l'arboretum du Dominion et les jardins paysagers et jardins ornementaux, avec plus de 2 400 variétés d'arbres et d'arbustes

La ferme comprend des  millions de spécimens de plantes, d'insectes et de champignons

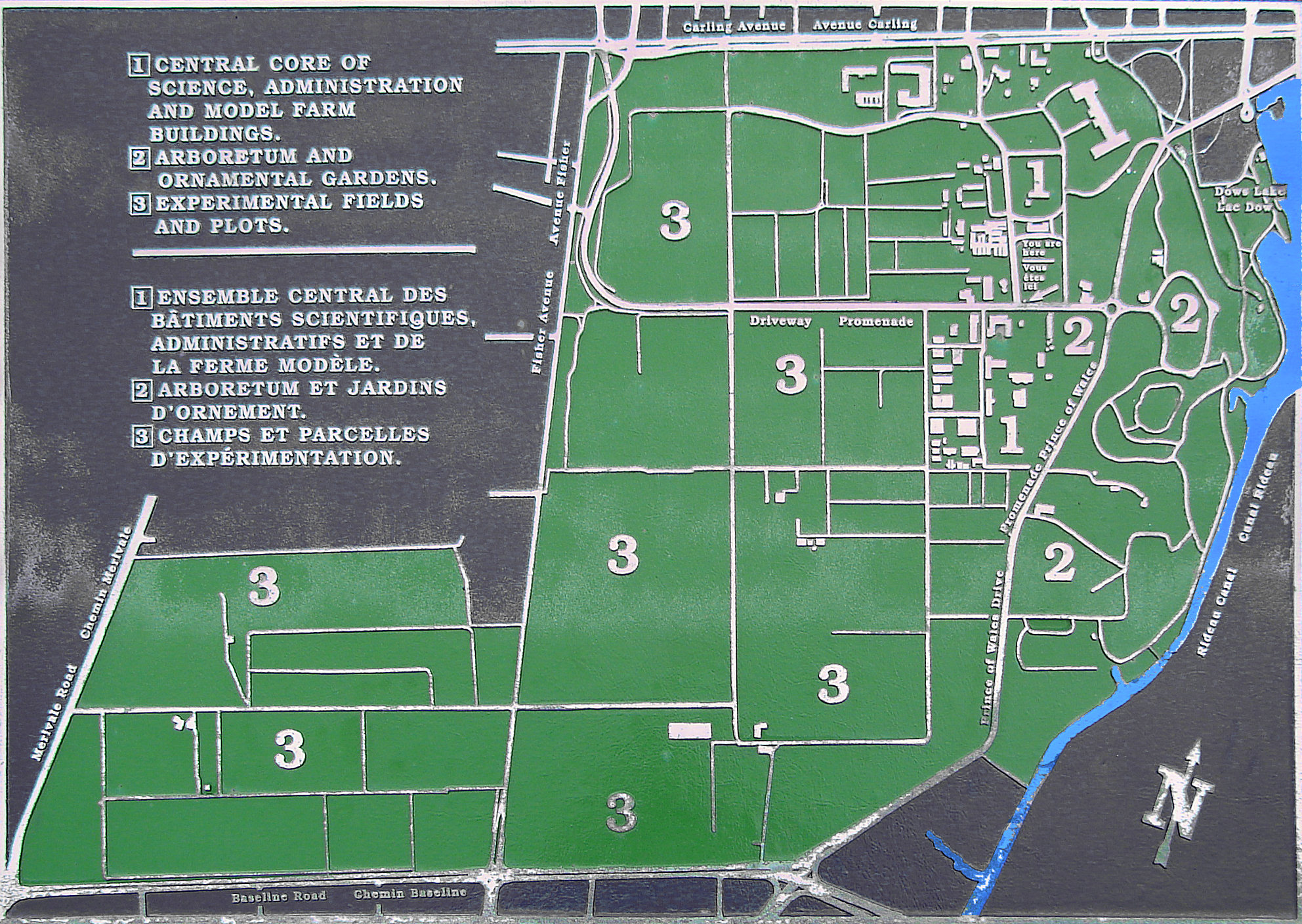
Plan du site
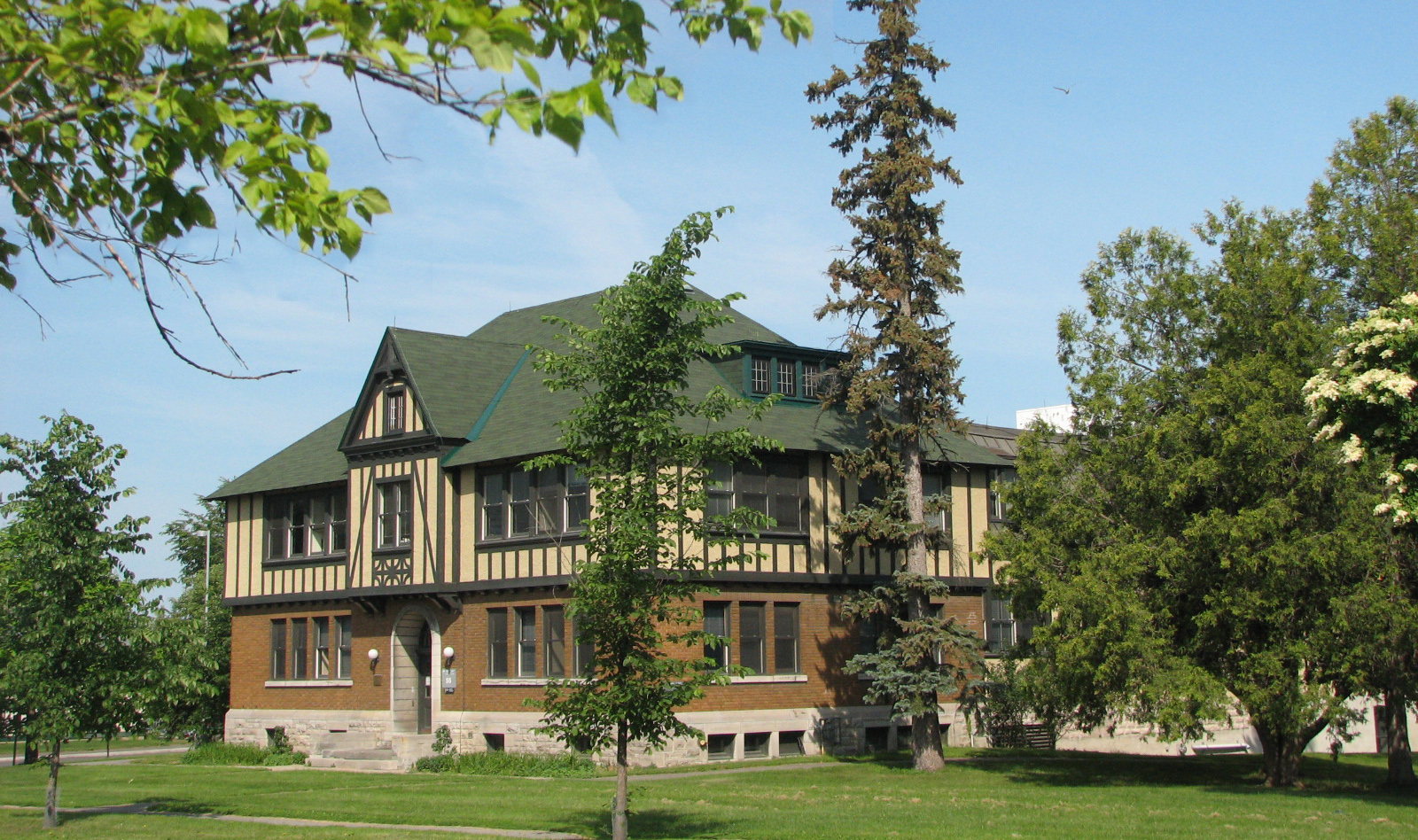
Bâtiment d'horticulture